# Anglosaxisk religion
Anglosaxisk religion, känt som anglosaxisk hedendom är det sentida namnet på den religion som utövades i det nuvarande England mellan anglosaxarnas erövring av det romerska Britannia under 400-talet fram till kristningen av de anglosaxiska kungadömena under 600-talet, då det försvann i den engelska folkloren.
Informationen om denna tro kommer företrädesvis från kristna missionärer, analyser av ortnamn och arkeologiska lämningar. Det var inte en formaliserad religion, utan ett löst sammanhängande trosuppfattning med större gemensamma drag och gudar och mindre lokala seder. Det var en variant av Germansk religion och innehöll samma gemensamma större drag som de varianter som utövades i Norden och Tyskland. Gudarna kallades ése (asar), bland vilka de viktigaste tycks ha varit Woden (Oden), Thunor  (Tor) och Tiw (Tyr), till vilka man offrade djur och föremål under religiösa festivaler vid heliga platser som kunde utgöra allt från öppna kultplatser, timmertempel och heliga träd; det fanns också en tro på övernaturliga väsen som naturandar, älvor och drakar. 
Den nuvarande engelska almanackans veckodagar har sitt namn från denna tro. 